# Nu är jag tillbaks igen
Nu är jag tillbaks igen, med text av Monica Forsberg och musik av Örjan Fahlström, är den sång som Janne Önnerud tävlade med i den svenska Melodifestivalen 1984. Låten gick inte vidare till andra omgången.